# Япония на зимних Олимпийских играх 1928
Япония принимала участие в Зимних Олимпийских играх 1928 года в Санкт-Морице (Швейцария) в первый раз за свою историю, но не завоевала ни одной медали. 